# Syringius talassicus
Syringius talassicus är en insektsart som beskrevs av Mitjaev 1971. Syringius talassicus ingår i släktet Syringius och familjen dvärgstritar. Inga underarter finns listade i Catalogue of Life.